# Pareumelea flagrata
Pareumelea flagrata là một loài bướm đêm trong họ Geometridae.